# ATP de Monte Carlo
O ATP de Monte Carlo – ou Rolex Monte-Carlo Masters, atualmente – é um torneio de tênis profissional masculino, de categoria ATP Masters 1000.
Apesar do nome, é realizado na comuna francesa de Roquebrune-Cap-Martin, 150 metros a nordeste da fronteira com Mônaco. Estreou em 1896 e teve apenas três hiatos. Os jogos são disputados em quadras de saibro durante o mês de abril.
O maior campeão da história do torneio é o espanhol Rafael Nadal, que em simples, de doze finais disputadas, venceu o torneio onze vezes (2005 a 2012, 2016 a 2018).

## Finais

### Simples
| Ano                                                         | Campeão                            | Vice-campeão                       | Resultado                          |
| ----------------------------------------------------------- | ---------------------------------- | ---------------------------------- | ---------------------------------- |
| 2025                                                        | Carlos Alcaraz                     | Lorenzo Musetti                    | 3-6, 6–1, 6-0                      |
| 2024                                                        | Stefanos Tsitsipas                 | Casper Ruud                        | 6–1, 6–4                           |
| 2023                                                        | Andrey Rublev                      | Holger Rune                        | 5–7, 6–2, 7–5                      |
| 2022                                                        | Stefanos Tsitsipas                 | Alejandro Davidovich Fokina        | 6–3, 7–63                          |
| 2021                                                        | Stefanos Tsitsipas                 | Andrey Rublev                      | 6–3, 6–3                           |
| Torneio não realizado em 2020 devido à pandemia de COVID-19 |                                    |                                    |                                    |
| 2019                                                        | Fabio Fognini                      | Dušan Lajović                      | 6–3, 6–4                           |
| 2018                                                        | Rafael Nadal                       | Kei Nishikori                      | 6–3, 6–2                           |
| 2017                                                        | Rafael Nadal                       | Albert Ramos Viñolas               | 6–1, 6–3                           |
| 2016                                                        | Rafael Nadal                       | Gaël Monfils                       | 7–5, 5–7, 6–0                      |
| 2015                                                        | Novak Djokovic                     | Tomáš Berdych                      | 7–5, 4–6, 6–3                      |
| 2014                                                        | Stanislas Wawrinka                 | Roger Federer                      | 4–6, 7–65, 6–2                     |
| 2013                                                        | Novak Djokovic                     | Rafael Nadal                       | 6–2, 7–61                          |
| 2012                                                        | Rafael Nadal                       | Novak Djokovic                     | 6–3, 6–1                           |
| 2011                                                        | Rafael Nadal                       | David Ferrer                       | 6–4, 7–5                           |
| 2010                                                        | Rafael Nadal                       | Fernando Verdasco                  | 6–0, 6–1                           |
| 2009                                                        | Rafael Nadal                       | Novak Djokovic                     | 6–3, 2–6, 6–1                      |
| 2008                                                        | Rafael Nadal                       | Roger Federer                      | 7–5, 7–5                           |
| 2007                                                        | Rafael Nadal                       | Roger Federer                      | 6–4, 6–4                           |
| 2006                                                        | Rafael Nadal                       | Roger Federer                      | 6–2, 6–7, 6–3, 7–6                 |
| 2005                                                        | Rafael Nadal                       | Guillermo Coria                    | 6–3, 6–1, 0–6, 7–5                 |
| 2004                                                        | Guillermo Coria                    | Rainer Schüttler                   | 6–2, 6–1, 6–3                      |
| 2003                                                        | Juan Carlos Ferrero                | Guillermo Coria                    | 6–2, 6–2                           |
| 2002                                                        | Juan Carlos Ferrero                | Carlos Moyà                        | 7–5, 6–3, 6–4                      |
| 2001                                                        | Gustavo Kuerten                    | Hicham Arazi                       | 6–3, 6–2, 6–4                      |
| 2000                                                        | Cédric Pioline                     | Dominik Hrbaty                     | 6–4, 7–6, 7–6                      |
| 1999                                                        | Gustavo Kuerten                    | Marcelo Ríos                       | 6–4, 2–1, ab.                      |
| 1998                                                        | Carlos Moya                        | Cédric Pioline                     | 6–3, 6–0, 7–5                      |
| 1997                                                        | Marcelo Ríos                       | Alex Corretja                      | 6–4, 6–3, 6–3                      |
| 1996                                                        | Thomas Muster                      | Albert Costa                       | 6–3, 5–7, 4–6, 6–3, 6–2            |
| 1995                                                        | Thomas Muster                      | Boris Becker                       | 4–6, 5–7, 6–1, 7–6, 6–0            |
| 1994                                                        | Andrei Medvedev                    | Sergi Bruguera                     | 7–5, 6–1, 6–3                      |
| 1993                                                        | Sergi Bruguera                     | Cédric Pioline                     | 7–6, 6–0                           |
| 1992                                                        | Thomas Muster                      | Aaron Krickstein                   | 6–3, 6–1, 6–3                      |
| 1991                                                        | Sergi Bruguera                     | Boris Becker                       | 5–7, 6–4, 7–6, 7–6                 |
| 1990                                                        | Andrei Chesnokov                   | Thomas Muster                      | 7–5, 6–3, 6–3                      |
| 1989                                                        | Alberto Mancini                    | Boris Becker                       | 7–5, 2–6, 7–6, 7–5                 |
| 1988                                                        | Ivan Lendl                         | Martin Jaite                       | 5–7, 6–4, 7–5, 6–3                 |
| 1987                                                        | Mats Wilander                      | Jimmy Arias                        | 4–6, 7–5, 6–1, 6–3                 |
| 1986                                                        | Joakim Nyström                     | Yannick Noah                       | 6–3, 6–2                           |
| 1985                                                        | Ivan Lendl                         | Mats Wilander                      | 6–1, 6–3, 4–6, 6–4                 |
| 1984                                                        | Henrik Sundström                   | Mats Wilander                      | 6–3, 7–5, 6–2                      |
| 1983                                                        | Mats Wilander                      | Mel Purcell                        | 6–1, 6–2, 6–3                      |
| 1982                                                        | Guillermo Vilas                    | Ivan Lendl                         | 6–1, 7–6, 6–3                      |
| 1981                                                        | Final não terminada devido à chuva | Final não terminada devido à chuva | Final não terminada devido à chuva |
| 1980                                                        | Björn Borg                         | Guillermo Vilas                    | 6–1, 6–0, 6–2                      |
| 1979                                                        | Björn Borg                         | Vitas Gerulaitis                   | 6–2, 6–1, 6–3                      |
| 1978                                                        | Raul Ramirez                       | Tomáš Šmíd                         | 6–3, 6–3, 6–4                      |
| 1977                                                        | Björn Borg                         | Corrado Barazzutti                 | 6–3, 7–5, 6–0                      |
| 1976                                                        | Guillermo Vilas                    | Wojtek Fibak                       | 6–1, 6–1, 6–4                      |
| 1975                                                        | Manuel Orantes                     | Bob Hewitt                         | 6–2, 6–4                           |
| 1974                                                        | Andrew Pattison                    | Ilie Năstase                       | 5–7, 6–3, 6–4                      |
| 1973                                                        | Ilie Năstase                       | Björn Borg                         | 6–4, 6–1, 6–2                      |
| 1972                                                        | Ilie Năstase                       | Frantisek Pala                     | 6–1, 6–0, 6–3                      |
| 1971                                                        | Ilie Năstase                       | Tom Okker                          | 3–6, 8–6, 6–1, 6–1                 |
| 1970                                                        | Željko Franulović                  | Manuel Orantes                     | 6–4, 6–3, 6–3                      |
| 1969                                                        | Tom Okker                          | John Newcombe                      | 8–10, 6–1, 7–5, 6–3                |
| 1968                                                        | Nicola Pietrangeli                 | Alex Metreveli                     | 6–2, 6–2                           |

### Duplas
| Ano                                                         | Campeões                            | Vice-campeões                          | Resultado               |
| ----------------------------------------------------------- | ----------------------------------- | -------------------------------------- | ----------------------- |
| 2024                                                        | Sander Gillé Joran Vliegen          | Marcelo Melo Alexander Zverev          | 5–7, 6–3, [10–5]        |
| 2023                                                        | Ivan Dodig Austin Krajicek          | Romain Arneodo Sam Weissborn           | 6–0, 4–6, [14–12]       |
| 2022                                                        | Rajeev Ram Joe Salisbury            | Juan Sebastián Cabal Robert Farah      | 6–4, 3–6, [10–7]        |
| 2021                                                        | Nikola Mektić Mate Pavić            | Daniel Evans Neal Skupski              | 6–3, 4–6, [10–7]        |
| Torneio não realizado em 2020 devido à pandemia de COVID-19 |                                     |                                        |                         |
| 2019                                                        | Nikola Mektić Franko Škugor         | Robin Haase Wesley Koolhof             | 36–7, 7–63, [11–9]      |
| 2018                                                        | Bob Bryan Mike Bryan                | Oliver Marach Mate Pavić               | 7–65, 6–3               |
| 2017                                                        | Rohan Bopanna Pablo Cuevas          | Feliciano López Marc López             | 6–3, 3–6, [10–4]        |
| 2016                                                        | Pierre-Hugues Herbert Nicolas Mahut | Jamie Murray Bruno Soares              | 4–6, 6–0, [10–6]        |
| 2015                                                        | Bob Bryan Mike Bryan                | Simone Bolelli Fabio Fognini           | 7–63, 6–1               |
| 2014                                                        | Bob Bryan Mike Bryan                | Ivan Dodig Marcelo Melo                | 6–3, 3–6, 10–8          |
| 2013                                                        | Julien Benneteau Nenad Zimonjić     | Bob Bryan Mike Bryan                   | 4–6, 7–64, [14–12]      |
| 2012                                                        | Bob Bryan Mike Bryan                | Max Mirnyi Daniel Nestor               | 6–2, 6–3                |
| 2011                                                        | Bob Bryan Mike Bryan                | Juan Ignacio Chela Bruno Soares        | 6–3, 6–2                |
| 2010                                                        | Daniel Nestor Nenad Zimonjić        | Mahesh Bhupathi Max Mirnyi             | 6–3, 2–0, ab.           |
| 2009                                                        | Daniel Nestor Nenad Zimonjić        | Bob Bryan Mike Bryan                   | 6–1, 6–4                |
| 2008                                                        | Rafael Nadal Tommy Robredo          | Mahesh Bhupathi Mark Knowles           | 6–3, 6–3                |
| 2007                                                        | Bob Bryan Mike Bryan                | Julien Benneteau Richard Gasquet       | 6–2, 6–1                |
| 2006                                                        | Jonas Björkman Max Mirnyi           | Fabrice Santoro Nenad Zimonjić         | 6–2, 7–6                |
| 2005                                                        | Leander Paes Nenad Zimonjić         | Bob Bryan Mike Bryan                   | w.o.                    |
| 2004                                                        | Tim Henman Nenad Zimonjić           | Gastón Etlis Martín Rodríguez          | 7–5, 6–2                |
| 2003                                                        | Mahesh Bhupathi Max Mirnyi          | Michaël Llodra Fabrice Santoro         | 6–4, 3–6, 7–6           |
| 2002                                                        | Jonas Björkman Todd Woodbridge      | Paul Haarhuis Yevgeny Kafelnikov       | 6–3, 3–6, [10–7]        |
| 2001                                                        | Jonas Björkman Todd Woodbridge      | Joshua Eagle Andrew Florent            | 3–6, 6–4, 6–2           |
| 2000                                                        | Wayne Ferreira Yevgeny Kafelnikov   | Paul Haarhuis Sandon Stolle            | 6–3, 2–6, 6–1           |
| 1999                                                        | Olivier Delaître Tim Henman         | Jiří Novák David Rikl                  | 6–2, 6–3                |
| 1998                                                        | Jacco Eltingh Paul Haarhuis         | Todd Woodbridge Mark Woodforde         | 6–4, 6–2                |
| 1997                                                        | Donald Johnson Francisco Montana    | Jacco Eltingh Paul Haarhuis            | 7–6, 2–6, 7–6           |
| 1996                                                        | Ellis Ferreira Jan Siemerink        | Jonas Björkman Nicklas Kulti           | 2–6, 6–3, 6–2           |
| 1995                                                        | Jacco Eltingh Paul Haarhuis         | Luis Lobo Javier Sánchez               | 6–3, 6–4                |
| 1994                                                        | Nicklas Kulti Magnus Larsson        | Yevgeny Kafelnikov Daniel Vacek        | 3–6, 7–6, 6–4           |
| 1993                                                        | Stefan Edberg Petr Korda            | Paul Haarhuis Mark Koevermans          | 3–6, 6–2, 7–6           |
| 1992                                                        | Boris Becker Michael Stich          | Petr Korda Karel Nováček               | 6–4, 6–4                |
| 1991                                                        | Luke Jensen Laurie Warder           | Paul Haarhuis Mark Koevermans          | 5–7, 7–6, 6–4           |
| 1990                                                        | Petr Korda Tomáš Šmíd               | Andrés Gómez Javier Sánchez            | 6–4, 7–6                |
| 1989                                                        | Tomáš Šmíd Mark Woodforde           | Paolo Canè Diego Nargiso               | 1–6, 6–4, 6–2           |
| 1988                                                        | Sergio Casal Emilio Sánchez         | Henri Leconte Ivan Lendl               | 6–1, 6–3                |
| 1987                                                        | Hans Gildemeister Andrés Gómez      | Mansour Bahrami Michael Mortensen      | 6–2, 6–4                |
| 1986                                                        | Guy Forget Yannick Noah             | Joakim Nyström Mats Wilander           | 6–4, 3–6, 6–4           |
| 1985                                                        | Pavel Složil Tomáš Šmíd             | Shlomo Glickstein Shahar Perkiss       | 6–2, 6–3                |
| 1984                                                        | Mark Edmondson Sherwood Stewart     | Jan Gunnarsson Mats Wilander           | 6–2, 6–1                |
| 1983                                                        | Heinz Günthardt Balázs Taróczy      | Henri Leconte Yannick Noah             | 6–2, 6–4                |
| 1982                                                        | Peter McNamara Paul McNamee         | Mark Edmondson Sherwood Stewart        | 6–7, 7–6, 6–3           |
| 1981                                                        | Heinz Günthardt Markus Günthardt    | Pavel Složil Tomáš Šmíd                | 6–3, 6–3                |
| 1980                                                        | Paolo Bertolucci Adriano Panatta    | Vitas Gerulaitis John McEnroe          | 6–2, 5–7, 6–4           |
| 1979                                                        | Ilie Năstase Raúl Ramírez           | Victor Pecci Balázs Taróczy            | 6–3, 6–4                |
| 1978                                                        | Peter Fleming Tomáš Šmíd            | Jaime Fillol Ilie Năstase              | 6–4, 7–5                |
| 1977                                                        | François Jauffret Jan Kodeš         | Wojciech Fibak Tom Okker               | 2–6, 6–3, 6–2           |
| 1976                                                        | Wojciech Fibak Karl Meiler          | Björn Borg Guillermo Vilas             | 7–6, 6–1                |
| 1975                                                        | Bob Hewitt Frew McMillan            | Arthur Ashe Tom Okker                  | 6–3, 6–2                |
| 1974                                                        | John Alexander Phil Dent            | Manuel Orantes Tony Roche              | 7–6, 4–6, 7–6, 6–3      |
| 1973                                                        | Juan Gisbert Ilie Năstase           | Georges Goven Patrick Proisy           | 6–2, 6–2, 6–2           |
| 1972                                                        | Patrice Beust Daniel Contet         | Jiří Hřebec Frantisek Pala             | 3–6, 6–1, 12–10, 6–2    |
| 1971                                                        | Ilie Năstase Ion Ţiriac             | Tom Okker Roger Taylor                 | 1–6, 6–3, 6–3, 8–6      |
| 1970                                                        | Marty Riessen Roger Taylor          | Pierre Barthès Nikola Pilić            | 6–3, 6–4, 6–2           |
| 1969                                                        | Owen Davidson John Newcombe         | Richard Pancho Gonzales Dennis Ralston | 7–5, 11–13, 6–2, 6–1    |
| 1968                                                        | Sergei Likhachev Alex Metreveli     | Patrice Beust Daniel Contet            | 5–7, 9–7, 6–4, 5–7, 7–5 |